# بخش لاوفنبورگ
بخش لوفانبورگ یکی از بخشهای کانتون ارگو  در کشور سوئیس است.